# Bart Peters
Bartelomeus Martinus (Bart) Peters (Amsterdam, 2 augustus 1965) is een Nederlands roeier. Hij vertegenwoordigde Nederland bij een aantal grote internationale wedstrijden. Zo nam hij eenmaal deel aan de Olympische Spelen en won hij een zilveren medaille op de wereldkampioenschappen roeien.
In 1992 nam hij op 26-jarige leeftijd deel aan de Spelen van Barcelona. Hij kwam hier bij het roeien uit op het onderdeel vier zonder stuurman. De roeiwedstrijden werden gehouden in het "Estany de Banyoles", op circa 130 km van het olympisch dorp. De Nederlandse boot kwalificeerde zich via 6.01,19 (series) en 6.00,55 (halve finale) voor de finale. Daar finishten de Nederlanders als vijfde in 5.59,14. Deze wedstrijd werd gewonnen door de Australische boot die in 5.55,04 over de finish kwam.
Zijn beste prestatie behaalde hij twee jaar later door met de vier zonder stuurman op de wereldkampioenschappen roeien 1990 op Lake Barrington nabij Barrington een zilveren medaille te veroveren.
Hij is lid van de Amsterdamse roeivereniging RIC. Ook was hij marketmaker op de optiebeurs.

## Palmares

### roeien (dubbel twee)
- 1987: 8e WK - 7.13,52

### roeien (dubbel vier)
- 1982: 6e WK junioren - 4.41,63
- 1983: 4e WK junioren - 5.07,24

### roeien (vier zonder stuurman)
- 1989: 5e WK - 6.12,94
- 1990:  WK - 5.53,41
- 1991: 5e WK - 6.38,04
- 1992: 5e OS - 5.59,14

Bart Peters · 
Niels van der Zwan · 
Jaap Krijtenburg · 
Sven Schwarz